# Jamal-ad-Din al-Afghaní
Jamal-ad-Din al-Afghaní (persa: سید جمال‌‌ الدین افغاني, sayyid Jamāl ad-Dīn al-Afghānī), conegut també com a Jamal-ad-Din Assadabadí (persa: سید جمال‌‌ الدین اسد‌آبادی, sayyid Jamāl ad-Dīn Asadābādī) o simplement com a al-Afghaní (Assadabad, Iran, 1838/39 - Constantinoble, 9 de març de 1897), va ser un teòleg musulmà i activista polític, influent principalment a l'Orient Mitjà, l'Àsia del sud i Europa. Va ser un dels fundadors del reformisme islàmic i promotor del panislamisme, i va ser descrit com a "menys interessat en la teologia que en organitzar una resposta musulmana contra la pressió del món occidental".

## Biografia
Encara que deia ser d'origen afganès realment va néixer i créixer a l'Iran a la vila d'Assadabad, prop de Hamadan, en una família de sàyyids.
Va estudiar a la vila i més tard a Qazwin i Teheran i darrerament a Iraq. Fou influït per idees xiïtes i filosòfiques (com les d'Avicenna). Va sortir d'Iraq després d'enfrontar-se amb algun ulema per qüestions religioses (1856/1857) i va anar a l'Índia on va coincidir amb la rebel·lió dels sipais (en endavant fou antibritànic). Després va anar a la Meca, Bagdad, les ciutats sagrades (Najaf i Kerbala) i Istanbul. El 1866 viatjava per Iran i va estar almenys a Asadabad, Teheran i Gran Khorasan, des d'on va entrar a l'Afganistan on fou anomenat Anatolí o Rumí (turc de l'Àsia Menor). Va ser contractat per Azam Khan (després emir) perquè parlava persa; va aconsellar l'aliança russa contra els britànics. Azam fou emir (7 d'octubre de 1867 a 8 de setembre de 1868) fins a la seva derrota davant Shir Ali. Djamal al-Din va romandre després a Kabul i va intentar influir en Shir Ali que era filobritànic, i que finalment el va expulsar del país.
Va anar a l'Índia i després al Caire per retornar a Istanbul on el 1869/1870 es va produir el moviment reformista del Tanzimat amb el qual va col·laborar. Les activitats reformistes considerades contràries a la religió, van causar la seva expulsió pel govern el 1870. Va tornar al Caire on va restar del 1871 al 1879 i on fou pensionat pel govern egipci i va ensenyar filosofia musulmana. Predicava que la religió només estava a l'abast de les élites i que el poble normal només podia conèixer una interpretació literal; i que calia negar les creences quan el que estava en joc era la pròpia vida o la llibertat. Allí va tenir com a deixebles al jove Muhammad Abduh, al futur cap del partit Wafd Sad Zaghlul, i altres joves alguns dels quals van participar en el moviment nacionalista del coronel Urabi (1880-1882). El 1875 va fundar una lògia masònica (Estel d'Orient) de la que fou cap i que va intentar utilitzar per activitats polítiques com promoure l'abdicació del kediv Ismail en favor del seu fill Tawfik, considerat més proper; va promoure també diaris reformistes (en els quals va escriure) i es va declarar obertament contra els britànics. El 1879 Tawfik va pujar al tron però fou per influència francobritànica, ja que Ismail havia esdevingut massa nacionalista. Tawfik fou un fidel instrument del poder colonial, tot el contrari del que esperava Djamal al-Din que era conegut com al-Afgani. Llavors fou expulsat d'Egipte cap a l'Índia (agost del 1879).
Va anar llavors al principat de Hyderabad on va conèixer al primer ministre Sir Salar Jang, i on va escriure una sèrie d'articles en diaris i un llibre titulat "The Refutation of the Materialists", dirigit principalment contra el pro britànic Sir Sayyed Aḥmad Khan. Posat sota residència vigilada a Calcuta fins al 1882, al-Afgani va marxar llavors a París, passant breument per Londres on va trobar l'antiimperialista filoàrab Wilfrid Blunt. Tant a Londres com a París va escriure articles als diaris contra l'ocupació britànica d'Egipte. Muhammad Abdoh se li va unir a París i junts van publicar el diari antibritànic al-ʿOrwat al-woṯqā, on es preconitzava el panislamisme, i que fou subsidiat per Blunt i altres (s'enviava sense càrrec a personatges importants), però va haver de tancar al cap de pocs mesos.
El 1884-1885 els britànics lluitaven contra Muhàmmad Àhmad al Sudan i Blunt va intentar una mediació d'al-Afgani per una retirada britànica pacifica. Va anar a Londres a negociar amb el govern i va acompanyar a Sir Henry Drummond Wolff a Istanbul on es va arranjar una retirada britànica d'Egipte que mai es va portar a terme. En aquest temps va tenir una breu relació amb una dona, única de la seva vida, ja que les evitava i no volia parlar amb elles.
Va sortir d'Anglaterra cap a l'Iran i va desembarcar a Bushire on va arribar la primavera del 1886 amb idea d'anar a Rússia. Degut segurament a una malaltia va romandre uns mesos a Bushire i durant la seva estada fou convidat pel ministre persa de premsa i publicacions Itimad al-Soltana i de camí cap a Teheran es va aturar a Esfahan amb el fill gran del xa i governador, Zell al-Sultan, que li va donar suport econòmic. Al-Afgani va donar suport, a canvi, al pla frl príncep de pujar al tron a la mort del xa. A Teheran fou hoste de l'home de negocis Amin al-Zarb, client del primer ministre Amin al-Sultan. Les declaracions antibritàniques d'al-Afgani van impedir el contacte amb el xa, que va demanar que fos expulsat cap a Rússia.
Al-Afgani va passar a Rússia del 1887 al 1889 intentant convèncer el govern rus de fer la guerra contra els britànics. Després va anar a Alemanya i a Múnic es va trobar amb membres del govern persa; va assegurar que el primer ministre Amin al-Sultan li havia encarregat una missió a Rússia i que l'havia convidat després a tornar a Pèrsia, però l'interessat ho va negar, bé per ser efectivament fals o per conveniència política. Quan a final d'any va poder tornar a l'Iran va comunicar a Amin al-Sultan que havia complert la seva missió, però el ministre no el va voler rebre. Al seu entorn aviat van sorgir elements nacionalistes que van espantar el xa que el 1890 va insistir en la seva expulsió; al-Afgani es va refugiar a un santuari al sud de Teheran. El 1891 les protestes contra el xa i Amin al-Sultan per les concessions als britànics, especialment el monopoli del tabac van incloure un pamflet la redacció del qual fou atribuïda a al-Afgani i la policia va violar el santuari i el va expulsar cap a l'Iraq; però això no va aturar el moviment de masses dirigit pels ulemes i mercaders. Un modjtahid (gran religiós) de Siraz fou expulsat i es va unir a al-Afgani a l'Iraq que va escriure una carta contra el xa. Després de diversos esdeveniments el boicot al tabac es va iniciar el desembre de 1891. Finalment la concessió del monopoli fou revocada.
El 1892 al-Afgani va passar uns mesos a Anglaterra on es va unir al modernista britànic Malkom Khan en contra del xa i va escriure al diari de Khan (de nom Qanum). Un delegat del sultà otomà el va convidar a anar al seu país i al-Afgani va acceptar; allí es va formar un cercle que havia de donar suport al sultà com a cap dels musulmans del món, però on hi havia personalitats de tendència no religiosa o que havien estat babis i estaven més interessats a anar contra el xa que en favor del sultà. Les protestes perses van obligar a la detenció d'alguns membres del grup. Mentre un antic servidor d'al-Afgani, Mirza Reza, alliberat de presó, va arribar a Istanbul i va trobar al seu antic amo, que el va encoratjar a tornar a Pèrsia i matar el xa; així ho va fer i l'1 de maig de 1896 va disparar contra Nasir al-Din Shah i el va matar. El govern persa va demanar l'extradició d'al-Afgani però el sultà va al·legar que no el podia extradir en ser afganès i no turc o persa. En canvi els membres del grup que havien estat a la presó a Turquia i que no havien pogut participar en el magnicidi, quan van tornar a Pèrsia foren executats a Tabriz per orde del príncep Muhammad Ali Mirza.
Al-Afgani va morir de càncer a la maixella el 1897. Al llarg de la seva vida va escriure nombrosos articles i llibres.